# Libvirt
libvirt는 플랫폼 가상화를 관리하기 위한 오픈 소스 API 데몬이자 관리 도구이다. 커널 기반 가상 머신(KVM), 젠, VM웨어 ESXi, QEMU, 그리고 기타 가상화 기술들을 관리하기 위해 사용할 수 있다. 이 API들은 클라우드 기반 솔루션 개발에서 하이퍼바이저의 오케스트레이션 계층에 널리 사용된다.

## 내부

### 지원하는 하이퍼바이저
- LXC
- OpenVZ
- 커널 기반 가상 머신/QEMU (KVM)
- 젠
- 유저 모드 리눅스
- 버추얼박스
- VM웨어 ESXi
- VM웨어 워크스테이션
- 하이퍼-V
- 파워VM
- Bhyve